# Les Escargots
Les Escargots (en francès Els cargols) és un curtmetratge d'animació fantàstica francès realitzat per René Laloux el 1965 sobre els dibuixos de Roland Topor. Va ser la segona col·laboració entre Laloux i Topor després de Les Temps morts.

## Sinopsi
Un país és gradualment envaït per caragols gegants. Aparentment inofensius, resulten carnívors i particularment descarats. Res sembla capaç de resistir-se'ls.

## Premis
El curtmetratge va rebre, entre d'altres, el gran premi del Festival d'Animació de Mamaia, el gran premi de les trobades cinematogràfiques de Prada de Conflent, el premi especial del jurat del Festival de Cracòvia i el premi especial del jurat de cinema de ciència-ficció de Trieste També va rebre el premi al millor curtmetratge en la 21a edició dels Premis Sant Jordi de Cinematografia.